# Зючлуд
Зючлу́д (рос. Зючлуд) — присілок в Кезькому районі Удмуртії, Росія.
Населення — 25 осіб (2010; 40 в 2002).
Національний склад станом на 2002 рік:
- удмурти — 100 %

Урбаноніми:
- вулиці — Зелена, Сонячна
- провулки — Джерельний